# Brown Deer
Brown Deer és una població dels Estats Units a l'estat de Wisconsin. Segons el cens del 2000 tenia 12.170 habitants.

## Demografia
Segons el cens del 2000, Brown Deer tenia 12.170 habitants, 5.134 habitatges, i 3.249 famílies. La densitat de població era de 1.067,9 habitants per km².
Dels 5.134 habitatges en un 25,6% hi vivien nens de menys de 18 anys, en un 52,8% hi vivien parelles casades, en un 7,8% dones solteres, i en un 36,7% no eren unitats familiars. En el 31,2% dels habitatges hi vivien persones soles l'11,4% de les quals corresponia a persones de 65 anys o més que vivien soles. El nombre mitjà de persones vivint en cada habitatge era de 2,27 i el nombre mitjà de persones que vivien en cada família era de 2,87.
Per edats la població es repartia de la següent manera: un 19,6% tenia menys de 18 anys, un 7,1% entre 18 i 24, un 28,1% entre 25 i 44, un 26,6% de 45 a 60 i un 18,6% 65 anys o més.
L'edat mediana era de 42 anys. Per cada 100 dones de 18 o més anys hi havia 87,2 homes.
La renda mediana per habitatge era de 50.847 $ i la renda mediana per família de 60.335 $. Els homes tenien una renda mediana de 41.686 $ mentre que les dones 31.463 $. La renda per capita de la població era de 25.628 $. Aproximadament el 2,4% de les famílies i el 3,6% de la població estaven per davall del llindar de pobresa.

## Poblacions més properes
El següent diagrama mostra les poblacions més properes.